# Нам не всё равно!
Марафон солидарности «Нам не всё равно!» (бел. Марафон салідарнасці «Нам не ўсё адно!») — марафон по сбору средств для белорусских политических заключённых и их семей. Инициирован представителем Объединённого переходного кабинета Беларуси Ольгой Горбуновой. Марафон длился два дня с 29 июля по 30 июля 2023 года. В итоге было собрано более 574 тысяч евро.

## История
Идея создания и инициатива проведения принадлежала представителю Объединённого переходного кабинета Беларуси по социальной политике Ольге Горбуновой. Идейным вдохновителем стало схожее мероприятие, проведённое российскими активистами ранее. Бюджета у марафона не было. В организации и проведении приняли участие более 20 белорусских СМИ. Они продумывали сценарий, а позднее к ним подключались инициативы и фонды. Гостями марафона стали бывшие политические заключённые, журналисты, музыканты, писатели и спортсмены. Первый день марафона начался 29 июля в 10 утра и закончился в 10 вечера. В начале трансляции Светлана Тихановская призвала белорусов собрать полмиллиона евро. За первый день было собрано более 355 тысяч евро.
К вечеру второго дня мероприятия было собрано более 500 тысяч евро. Завершало марафон радио «Ўнэт». Они подготовили концерт с участием Юрия Стыльского («Дай дарогу!»), Пита Павлова («N.R.M.»), а также групп «Atesta» и «Belarusian Truestory». В общей сложности мероприятие длилось 38 часов.
Позднее Ольга Горбунова поделилась, что за время трансляции в сборе средств поучаствовало более 11 тысяч человек, которые совершили 14 655 пожертвований. Самое большое единоразовое пожертвование составило 10 000 евро из Великобритании. Частым пожертвованием являлся донат в 23.34 евро, как напоминание об административной статье, по которой часто задерживали белорусов. 29 июля пожертвования приходили каждые 4 секунды, 30 июля каждые 20—30 секунд.
В конце марафона Светлана Тихановская опубликовала заявление, в котором поблагодарила всех участников мероприятия.

## Распределение пожертвований
Контролем распределения собранных пожертвований занимался специально созданный наблюдательный совет, в который вошли представители медиа, организаторы марафона. По идее организаторов, должен быть создан единый кошелёк «Фонд 21 мая», с которого наблюдательный совет мог бы видеть все вычисления, включая банковские комиссии и общий счёт.
Денежная помощь была получена из 86 стран. Среди самых крупных по общей сумме:
1. Польша — 200 563 евро
2. США — 89 740 евро
3. Литва — 55 130 евро
4. Германия — 39 131 евро
5. Великобритания — 25 790 евро

Пожертвования были распределены между фондами, организациями и инициативами, которые занимаются вопросами политзаключённых:
- Социальный проект INeedHelpBY
- Медиа-проект помощи белорусским политзаключенным женщинам «Палітвязынка»
- Анархический чёрный крест — Беларусь
- Правозащитная инициатива помощи политзаключенным Dissidentby
- Фонд солидарности BYSOL
- Фонд помощи белорусам в Литве Razam
- Инициатива BY_help
- Белорусская ассоциация политзаключённых «ДА ВОЛІ»
- Белорусская Рада культуры
- Фонд Медицинской Солидарности
- Фонд спортивной солидарности
- Благотворительный фонд «Страна для жизни»
- Благотворительная организация «Littouwin LIONS CLUB»

Организациям выделили два месяца на распределение помощи между политзаключёнными и их семьями, а также обязали предоставить публичный отчёт в ноябре 2023 года. В рамках марафона было принято решение, что организации и фонды, которые отвечают за выделение помощи, не могут потратить деньги на оплату офисов, бухгалтерии и зарплату сотрудников.

## Оценки
Проведение марафон солидарности поддержал белорусский политик Зенон Позняк: «Надо привлекать внимание международного сообщества, помогать всем организациям, которые хотят поддержать семьи политзаключенных, и надо понимать, что этот режим политзаключенных не выпустит, пока он будет существовать».
Представитель Белорусской ассоциации журналистов Борис Горецкий оценил марафон, как невероятный прорыв, которого ещё не было в истории.
Создатель Фонда солидарности BYSOL Андрей Стрижак отметил, что самое важное, чего удалось достичь этим марафоном — единство в стремлении помочь.

## Реакция государства
29 августа 2023 года суд Центрального района Минска признал видеозаписи марафона солидарности экстремистскими материалами. Соответствующие записи были размещены в списке Министерства информации.
3 октября 2023 года силовыми органами было возбуждено уголовное дело в отношении организаторов и участников прямой трансляции марафона. Дело возбуждено по ч. 2 ст. 361-2 УК РБ (за финансирование экстремистской деятельности). Подозреваемыми являются около 60 человек из числа участников и организаторов марафона. По мнению следственного комитета, подозреваемые занимались «спонсированием деструктивных формирований».